# Jeroen Afternoon
Jeroen Afternoon was een radioprogramma op de Nederlandse zender Radio 538, dat werd gepresenteerd door Jeroen Nieuwenhuize, tot 19 december 2009 in samenwerking met Kimberly van de Berkt. Het programma werd uitgezonden op zaterdag tussen 15.00 en 18.00 uur.
Enkele vaste programmaonderdelen waren de quiz Hoger, Lager, waarin luisteraars tien vragen moesten beantwoorden met "hoger" of "lager", en de Carwash, waarbij een team van vier mensen de auto van een luisteraar schoonmaakte terwijl die automobilist in de 538-limousine een film bekijkt.